# Ammanamt (Ellwangen)
Das Ammanamt (im Mittelalter auch Burgamt Ellwangen genannt) war ein seit 1337 bezeugtes Amt der Fürstpropstei Ellwangen. 

Wappen der Fürstpropstei Ellwangen

## Geschichte
Der Leiter des Amtes, der bürgerliche Amman, war oberster Verwaltungs-, Finanz- und Gerichtsbeamter des Amtsbezirks. Bis zur Einrichtung eines eigenen Rentmeisteramtes im Jahre 1612 war er auch der zentrale Finanzbeamte des ellwangischen Territoriums. Der Sitz des Ammans war Ellwangen. Der Amtsbezirk umfasste die Residenzstadt und das umliegende Gebiet vor allem im Norden und Nordwesten. 
Die Befugnisse des Ammans in der Stadt Ellwangen selbst waren jedoch zugunsten des Vicedom- und Stadtschultheißenamts auf wenige Verwaltungsangelegenheiten beschränkt. Sein Amtssprengel blieb vom Mittelalter bis zur Auflösung der Fürstpropstei (1802/03) im Wesentlichen gleich. Nur die westlich Ellwangens gelegenen einstigen Unterämter Pfahlheim und Röhlingen wurden nach der Erwerbung von Schloss Rötlen im Jahr 1471 vom Ammanamt abgetrennt und mit dem neuerworbenen Gebiet zum Amt Rötlen vereinigt.
Die weite Ausdehnung des Ammanamts machte die Bildung von Unterämtern notwendig. Sie wurden seit dem Ende des 17. Jahrhunderts von Schultheißen verwaltet. Die Unterämter waren:
- Unteramt Schwabsberg
- Unteramt Stimpfach
- Unteramt Dankoltsweiler
- Unteramt Hohenberg.

Nach dem Übergang der Fürstpropstei Ellwangen an Württemberg im Rahmen der Säkularisation wurde das Ammanamt aufgelöst und sein Bezirk größtenteils dem neugebildeten Oberamt Ellwangen inkorporiert. Der nördliche Teil um Stimpfach kam nach 1810 an das Oberamt Crailsheim.